# Ulex jussiaei
Ulex jussiaei é uma espécie de planta com flor pertencente à família Fabaceae. Trata-se de uma espécie arbustiva perene, não trepadora, nanofanerófita, cujos habitats preferenciais são matos, matagais e zonas de terrenos incultos, dando-se a sua floração entre Janeiro e Junho.
A espécie foi descrita por Philip Barker Webb e publicada em Annales des Sciences Naturelles; Botanique, sér. 3 17: 291. 1852.
Não se encontra protegida por legislação portuguesa ou da Comunidade Europeia.
Oseu nome comum é tojo-durázio.
O número cromossómico da fase esporofítica é igual a 96.

## Distribuição
Trata-se de um endemismo do Centro de Portugal continental.

## Sinonímia
A Flora Digital de Portugal e a base de dados The Plant List apontam a seguinte sinonímia:
- Ulex parviflorus Pourr. subsp. jussiaei (Webb) D.A. Webb